# 타이완 성도 제61호선
타이완 성도 제61호선(중국어: 台61線)은 타이완 성도의 61호 노선으로, 쾌속공로에 속해 있다. 서부해안 고속화도로(중국어 정체자: 西部濱海快速公路, 한자음: 서부빈해쾌속공로)라고도 부른다.
현재까지 각 구간을 단계적으로 건설하고 있으며 현재는 신베이시 바리 구와 타이난시 안난 구 사이를 이으며 2014년 8월 31일에 구축되었다.

## 주요 구간
- 신베이시 : 바리 구(일부 미개통) - 린커우 구
- 타오위안 현 : 루주 향 - 다위안 향 - 관인 향 - 신우 구
- 신주 현 : 신펑 향(일부 미개통) - 주베이 시
- 신주 시 : 베이 구 - 샹산 구
- 먀오리 현 : 주난 진 - 허우룽 진 - 퉁샤오 진 - 위안리 진(일부 미개통)
- 타이중시 : 다자 구 - 다안 구 - 칭수이 구 - 우치 구 - 룽징 구
- 장화 현 : 선강 향 - 셴시 향 - 루강 진 - 푸싱 향 - 팡위안 향 - 다청 향
- 윈린 현 : 마이랴오 향 - 타이시 향 - 쓰후 향 - 커우후 향
- 자이 현 : 둥스 향 - 부다이 진
- 타이난시 : 베이먼 구 - 장쥔 구 - 치구 구(일부 미개통) - 안난 구 - 난 구

## 교차 도로
- 타이완 성도 제66호선 : 관인 구
- 포르모자 고속공로 : 주난 진
- 타이완 성도 제78호선 : 타이시 향
- 타이완 성도 제82호선 : 둥스 향
- 타이완 성도 제84호선 : 베이먼 구

## 보조 노선
- 타이완 성도 제61호선 (갑)

신베이시 바리 구의 타이베이 항에서 시작하여 부근 성도 64호선 구간, 15호선 구간을 지나 61호 본선과 연결된다. 총 연장은 2.400 km이다.
- 타이완 성도 제61호선 (을)

장화 현의 선강 향~허메이 진간을 잇는 구간이다. 총 연장은 6.355 km이다. 2011년 10월 15일에 완공되었다.